# Salem Ben Hmida
Salem Ben Hmida (arabe : سالم بن حميدة), né en 1882 à Akouda et mort en 1961, est un philosophe, mystique, nationaliste et syndicaliste tunisien.

## Biographie
Il vit à Akouda, Sousse et Tunis, où il suit des études à la Zitouna et en obtient son plus haut diplôme : le tatwi.
Nommé instituteur, il travaille à Tunis puis à Sousse, où il occupe le poste de délégué de l'association des habous.
Il est considéré comme l'un des pionniers du mouvement de la réforme sociale et de la libération de la femme en Tunisie et s'attache notamment à favoriser l'accès des femmes à l'instruction en commençant par ses propres filles qui figurent parmi les premières bachelières puis les premières diplômées universitaires du pays. En 1928, il publie Ezzahriyete où il appelle à la libération de la femme, suivi plus tard par son élève et disciple, Tahar Haddad.